# 王振綱
王振纲（1808年—1878年），字重三，直隶新城县（今河北省高碑店市）泗庄镇邓庄村人。晚清进士、学者。

## 生平
道光十八年（1838年）中式戊戌科进士，但归家不仕，躬耕养亲，曾任保定莲池书院山长。

## 著作
王振纲涉猎广泛，著有《礼记通义二十卷》、《学庸疏义》、《儒先粹语》、《史类发蒙录》、《地理择言》等。

## 家族
孙王树枏。